# Pseudacrobasis nankingella
Pseudacrobasis nankingella är en fjärilsart som beskrevs av Ulrich Roesler 1975. Pseudacrobasis nankingella ingår i släktet Pseudacrobasis och familjen mott. Inga underarter finns listade i Catalogue of Life.